# Ikegami Reiichi
Reiichi Ikegami (sinh ngày 12 tháng 7 năm 1983) là một cầu thủ bóng đá người Nhật Bản.

## Sự nghiệp câu lạc bộ
Reiichi Ikegami đã từng chơi cho FC Tokyo, Thespa Kusatsu, FC Kariya và FC Gifu.